# بيل مريديث
بيل مريديث (بالإنجليزية: Bill Meredith)‏ هو صحفي أمريكي، ولد في 1960.

## وصلات خارجية
- الموقع الرسمي